# Ophioscolex marionis
Ophioscolex marionis är en ormstjärneart som beskrevs av Ole Theodor Jensen Mortensen 1936. Ophioscolex marionis ingår i släktet Ophioscolex och familjen skinnormstjärnor. Inga underarter finns listade i Catalogue of Life.